# 玉津 (大阪市)
玉津（たまつ）は、大阪府大阪市東成区にある町名。現行行政地名は玉津一丁目から玉津三丁目。

## 地理
東成区の南西部に位置し、東に大今里西、西に東小橋、北に中道、南に生野区と接している。

### 河川
- 平野川

## 世帯数と人口
2019年（平成31年）3月31日現在の世帯数と人口は以下の通りである。
| 丁目       | 世帯数    | 人口    |
| ---------- | --------- | ------- |
| 玉津一丁目 | 1,046世帯 | 1,814人 |
| 玉津二丁目 | 1,574世帯 | 3,155人 |
| 玉津三丁目 | 770世帯   | 1,367人 |
| 計         | 3,390世帯 | 6,336人 |

### 人口の変遷
国勢調査による人口の推移。
| 1995年（平成7年）  | 5,622人 | [ 5 ] |  |
| 2000年（平成12年） | 5,671人 | [ 6 ] |  |
| 2005年（平成17年） | 5,671人 | [ 7 ] |  |
| 2010年（平成22年） | 5,916人 | [ 8 ] |  |
| 2015年（平成27年） | 6,056人 | [ 9 ] |  |

### 世帯数の変遷
国勢調査による世帯数の推移。
| 1995年（平成7年）  | 2,270世帯 | [ 5 ] |  |
| 2000年（平成12年） | 2,386世帯 | [ 6 ] |  |
| 2005年（平成17年） | 2,539世帯 | [ 7 ] |  |
| 2010年（平成22年） | 2,727世帯 | [ 8 ] |  |
| 2015年（平成27年） | 2,818世帯 | [ 9 ] |  |

## 学区
市立小・中学校に通う場合、学区は以下の通りとなる。なお、小学校・中学校入学時に学校選択制度を導入しており、通学区域以外に東成区の小学校・中学校から選択することも可能。
| 丁目       | 番・番地等 | 小学校               | 中学校             |
| ---------- | --- | -------------------- | ------------------ |
| 玉津一丁目 | 全域 | 大阪市立中道小学校   | 大阪市立玉津中学校 |
| 玉津二丁目 | 1〜5番、9番 10番2号（一部）・3〜23号 11番2号（一部）・3〜8号 11番9号（一部）、12番                                                                                          | 大阪市立中道小学校   | 大阪市立玉津中学校 |
| 玉津二丁目 | 10番1号・2号（一部）・24〜28号 11番1号・2号（一部）・25号（一部） 11番26〜30号・31号（一部）・32〜37号 20番1〜3号・4号（一部）・16〜28号 21番1〜5号・23号（一部）・24〜43号 | 大阪市立東小橋小学校 | 大阪市立玉津中学校 |
| 玉津二丁目 | 6〜8番、11番9号（一部） 11番10〜24号・25号（一部）・31号（一部） 13〜19番、20番4号（一部）・5〜15号 21番6〜22号・23号（一部）                                               | 大阪市立大成小学校   | 大阪市立玉津中学校 |
| 玉津三丁目 | 1番9号（一部）・10〜27号 2〜14番 | 大阪市立大成小学校   | 大阪市立玉津中学校 |
| 玉津三丁目 | 1番1〜8号・9号（一部）・28〜33号 | 大阪市立東小橋小学校 | 大阪市立玉津中学校 |

## 事業所
2016年（平成28年）現在の経済センサス調査による事業所数と従業員数は以下の通りである。
| 丁目       | 事業所数  | 従業員数 |
| ---------- | --------- | -------- |
| 玉津一丁目 | 105事業所 | 811人    |
| 玉津二丁目 | 120事業所 | 811人    |
| 玉津三丁目 | 64事業所  | 415人    |
| 計         | 289事業所 | 2,037人  |

## 交通
- 国道308号
- 大阪府道702号大阪枚岡奈良線（千日前通）

## 施設
- 大阪市立中道小学校
- 大阪市立玉津中学校
- 東成玉津郵便局
- 徳島大正銀行 玉造支店
- 大阪商工信用金庫 東成支店

## その他

### 日本郵便
- 〒537-0023[3]（集配局：東成郵便局[13]）